# 葡萄叶

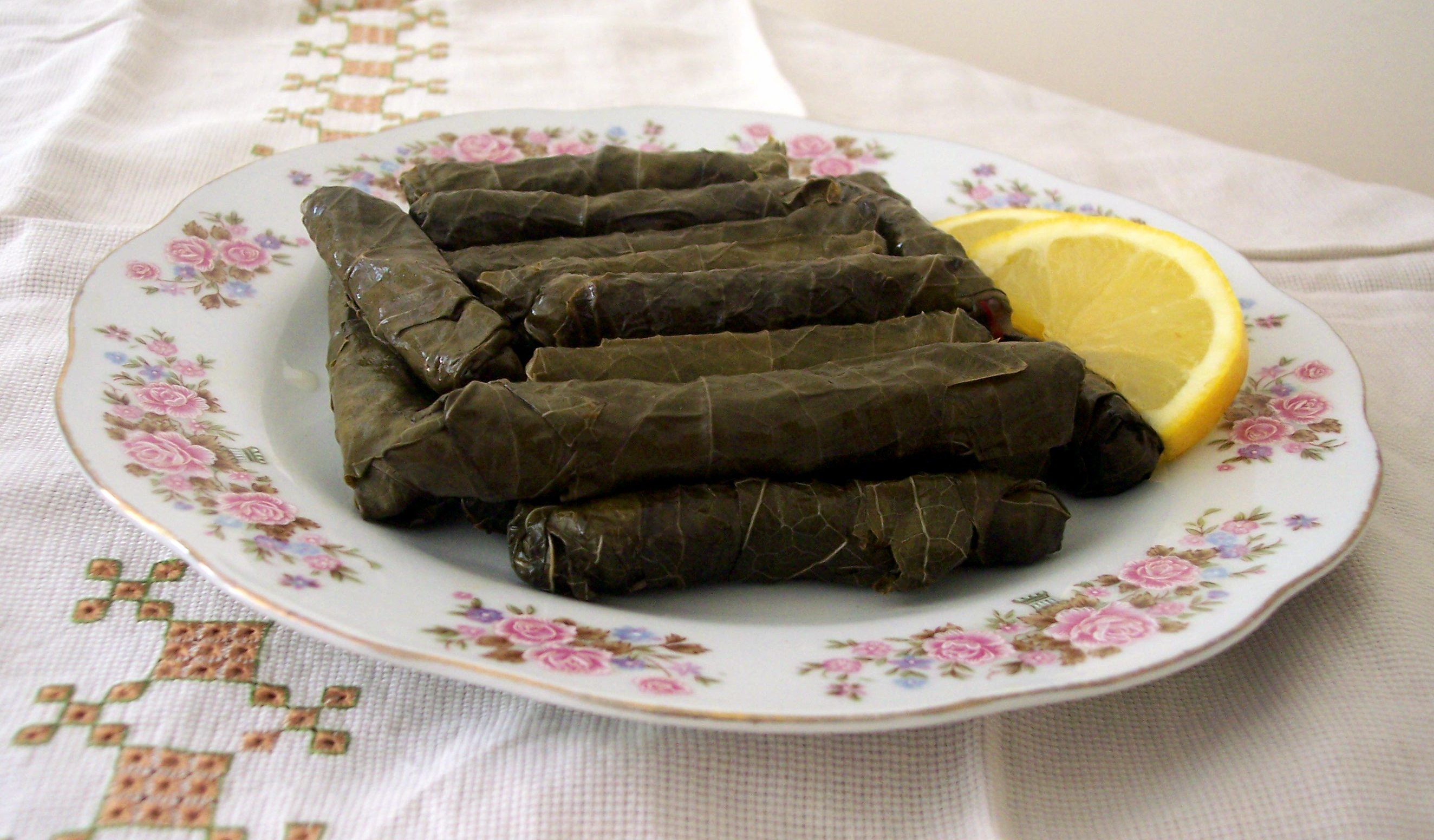
葡萄叶包饭（土耳其）

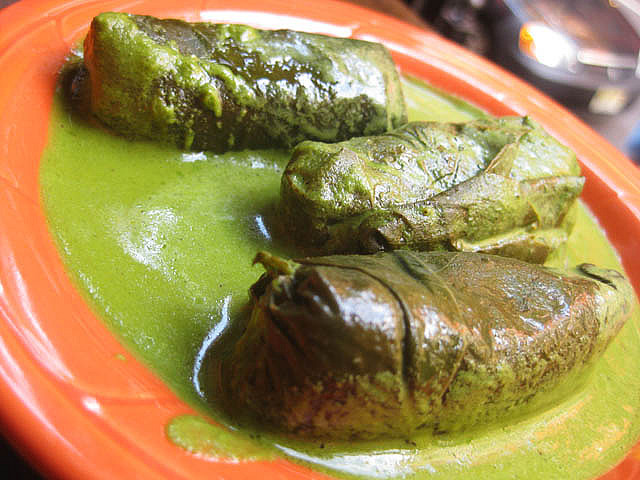
酿制的葡萄叶包酸奶薄荷酱

葡萄叶（卷）存在于许多的美食文化中,如中东地区、巴尔干地区文化等。通常当地人会选择用新鲜的葡萄叶将装满米飯、肉和其他调料的混合物包裹起来,然后煮或蒸熟。同时葡萄叶卷可以作为开胃菜或作为主菜之一。

## 医学药用方面
在传统医学中，葡萄树叶可以用于止血、消除炎症、起到减缓痛苦的作用。

## 商业生产
葡萄叶可以腌制后装在罐子中出售。将葡萄叶卷好，装在罐子中后加以盐腌制。腌制的罐装葡萄叶中通常加入了葡萄叶、水、盐、柠檬酸、苯甲酸钠、山梨酸钾和亚硫酸氢钠（作为防腐剂）等原料。

## 参看
- 葡萄